# Суйян (Хэнань)
Суйя́н (кит. упр. 睢阳, пиньинь Suīyáng, буквально: «с янской стороны от реки Суйшуй») — район городского подчинения городского округа Шанцю провинции Хэнань (КНР).

## История
Ещё при империи Цинь был создан уезд Суйян (睢阳县). При империи Западная Хань император Вэнь-ди в 168 году до н. э. сделал своего сына Лю У Лянским князем (梁王), выделив ему удел со столицей в Суйяне. При следующем императоре во время восстания семи уделов лянский князь поддержал центральную власть, и поэтому стал пользоваться большими привилегиями. В эпоху Троецарствия эти места вошли в состав царства Вэй, и удел Лян (梁国) был преобразован в округ Лянцзюнь (梁郡).
При южной династии Сун в 462 году уезд Суйян был переименован в Шоучунь (寿春县). При империи Суй в 586 году округ Лянцзюнь был преобразован в область Сунчжоу (宋州), а в 598 году уезд был переименован в Сунчэн (宋城县).
При империи Сун в 1006 году была создана Интяньская управа (应天府). В 1014 году в связи с натиском чжурчжэней в севера в этих местах была размещена временная столица страны, получившая название Наньцзин (南京, «Южная столица»). Когда в 1127 году императоры империи Сун были захвачены чжурчжэнями, то Чжао Гоу, сбежав в Южную столицу, провозгласил себя новым императором империи Сун, начав эпоху Южной Сун. Затем эти места были захвачены чжурчжэнями и включены ими в состав империи Цзинь, и в 1200 году уезд вновь получил название Суйян.
При империи Мин в 1545 году уезд Суйян был переименован в Шанцю (商丘县).
В марте 1949 года был образован Специальный район Шанцю (商丘专区), и уезд Шанцю вошёл в его состав. В мае 1950 года урбанизированная часть уезда Шанцю была выделена в отдельный город Шанцю. В августе 1951 года города Шанцю и Чжуцзи были объединены в город Шанцю. В декабре 1958 года Специальный район Шанцю был присоединён к Специальному району Кайфэн (开封专区). В 1960 году уезд Шанцю был присоединён к городу Шанцю. В 1961 году был воссоздан Специальный район Шанцю, а город и уезд были вновь разделены. В 1968 году Специальный район Шанцю был переименован в Округ Шанцю (商丘地区).
В июне 1997 года были расформированы город Шанцю, уезд Шанцю и округ Шанцю, и был образован городской округ Шанцю; на территории бывшего уезда Шанцю был образован район Суйян городского округа Шанцю.

## Административное деление
Район делится на 6 уличных комитетов, 7 посёлка и 6 волостей.